# Neustädtelite
La neustädtelite è un minerale appartenente al gruppo della medenbachite.